# Mișcările de rezistență în timpul celui de-al Doilea Război Mondial

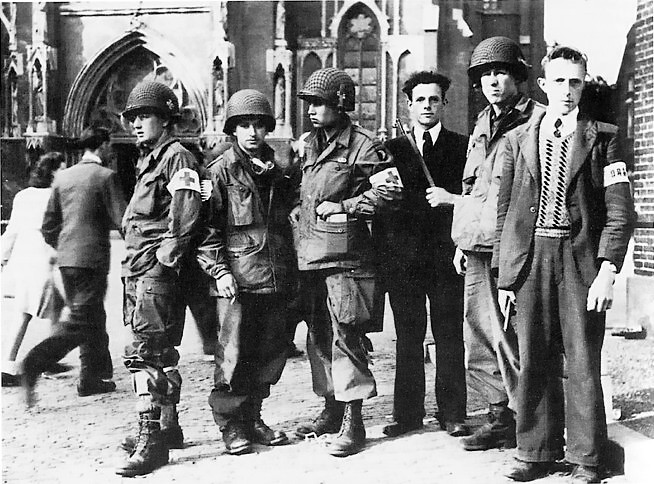
Membri ai mișcării olandeze de rezistență alături de soldați ai Diviziei aeropurtată nr. 101 în fața catedralei din Eindhoven în timpul Operațiunii Market Garden, septembrie 1944.

Mișcările de rezistență din timpul celui de-al doilea război mondial s-au manifestat în țările ocupate printr-o multitudine de forme, începând cu necooperarea pasivă, continuând cu dezinformarea, ascunderea piloților aliați doborâți și culminând cu lupta armată directă. 
Printre cele mai importante mișcări de rezistență s-au numărat cele ale partizanilor iugoslavi, sovietici, Armatei teritoriale poloneze, maquisului francez, italienilor, grecilor și Milorgului norvegian. Și în alte țări au existat mișcări de rezistență împotriva forțelor de ocupație ale Axei. Chiar și în Reich a existat o mișcare antinazistă. Deși insulele britanice nu au fost ocupate în timpul războiului, în Regatul Unit s-au făcut pregătiri pentru crearea unei mișcări clandestine antigermane, care să intre în acțiune în cazul unei invazii inamice (Auxiliary Units). 
Aliații au înființat o serie de organisme pentru sprijinirea mișcărilor de rezistență existente sau pentru formarea unora noi – Direcțiunea operațiunilor speciale (SOE) britanică, sau Biroul de operațiuni strategice american (precursorul CIA). O misiune interaliată clandestină a fost trimisă și pe teritoriul României, trei agenți SOE fiind parașutați în decembrie 1943 în apropiere de București, pentru a discuta direct cu guvernul român despre posibilitatea trecerii României din tabăra Axei în tabăra Aliată - Operațiunea Autonomous.
Au existat și mișcări de rezistență care au luptat împotriva Aliaților. În Africa italiană de est (Etiopia, Eritreea, Somalia), italienii au purtat un război de gherilă împotriva aliaților între 1941 – 1943. Mișcarea „vârcolacilor” germani s-au stins rapid după înfrângerea celui de-al treilea Reich, în timp ce, în statele baltice, luptătorii Frăției pădurii au continuat să se opună sovieticilor până în deceniul al șaptelea. 

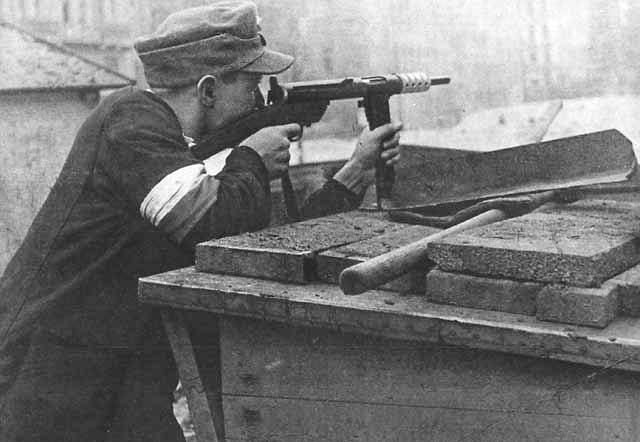
Insurgent polonez pe baricadele Varșoviei, 1944.

## Organizare
După primul șoc al Blitzkriegului, populația din teritoriile ocupate a început treptat să se organizeze pentru lupta antinazistă. Procesul a luat amploare după ce au început deportările evreilor și mobilizările localnicilor pentru muncă forțată. Posibilitățile de organizare depindeau mult de teren – în regiunile în care existau zone împădurite vaste sau muntoase, rezistența era mult mai greu de detectat. Din acest punct de vedere, partizanii iugoslavi și sovietici au beneficiat de cele mai favorabile condiții. Dar și în mult mai populata Olanda, zona sălbatică Biesbosch a fost folosită de partizani pentru organizarea rezistenței.
Au existat numeroase tipuri de grupuri de rezistență, a căror activitate cuprindea de la ajutorul umanitar la rezistența armată. Deși la început mișcările de rezistență au apărut spontan, ele au fost masiv încurajate și sprijinite de la Londra (care a sprijinit toate mișcările de rezistență, inclusiv cele de orientare comunistă) și de la Moscova, (care s-a arătat preocupată numai de sprijinirea partizanilor comuniști). 

## Forme de rezistență

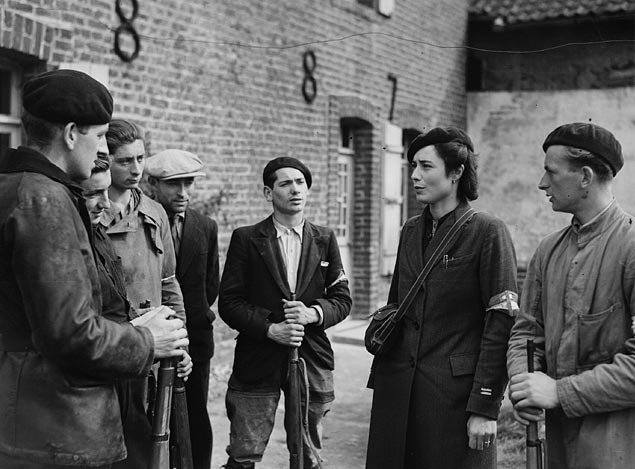
Membrii ai rezistenței franceze în La Tresorerie, 14 septembrie 1944.

Au existat mai multe tipuri de rezistență: 
- Sabotajul – Sistemul Arbeitseinsatz („contribuția în muncă”) a forțat populația locală să lucreze pentru germani, dar rezultatele erau intenționat de multe ori slabe sau obținute cu întârziere.
- Grevele și demonstrațiile.
- Transformarea unor grupuri existente (ale enoriașilor, studenților, studenților, comuniștilor sau doctorilor) în organizații de luptă.
- Rezistența armată, și anume: 
  - Atacuri împotriva ofițerilor de indentendență pentru obținerea de cupoane de alimente sau de diferite documente sau pentru obținerea de informații despre evreii propuși pentru deportare și împiedicarea ducerii la îndeplinire a acestor deportări.
  - Acțiuni de eliberare a unor teritorii, (chiar dacă unori doar temporară), așa cum a fost cazul partizanilor iugoslavi sau a celor din nordul Italiei.
  - Insurecții armate, așa cum a fost cea din Varșovia din 1944.
  - Asasinarea unor colaboraționiști sau a unor ofițeri ai Axei.
  - Continuarea luptei armate și a războiului de guerilă, ca în cazul partizanilor iugoslavi, sovietici sau a Maquisului francez.
- Spionajul, inclusiv transmiterea de informații de importanță militară – mișcări de trupe, de arme, planuri de oprațiuni, etc.
- Publicarea de ziare clandestine pentru contacararea propagandei naziste.
- Rezistența politică și pregătirea partidelor pentru reorganizarea postbelică. De exemplu, rezistența olandeză a luat parte la formarea guvernului postbelic.
- Ascunderea de persoanelor amenințate cu deportarea sau cu recrutarea pentru muncă forțată. Această activitate a fost foarte dezvoltată în Olanda, datorită marelui număr de evrei din țară și a nivelului superior de organizare a administrației locale.
- Ajutorarea militarilor aliați aflați în spatelele liniilor inamice să se reîntoarcă în cadrul armatelor aliate.
- Ajutorarea prizonierilor de război cu diferite materiale necesare evadării, supraviețuirii și transportului spre destinații sigure
- Falsificarea de documente.

## Operațiuni faimoase de rezistență

### 1941
În februarie, Partidul Comunist Olandez a organizat o grevă generală în Amsterdam și în alte orașe importante din țară în semn de protest față de măsurile antievreiești luate de ocupantul german. La grevă au participat mai multe sute de mii olandezi, dar forțele germane au înăbușit în sânge mișcarea de protest, împușcând mai mulți participanți. 
Prima acțiune armată a rezistenței antifasciste a avut loc la scurtă vreme după declanșarea invadării Uniunii Sovietice pe 22 iunie 1941. Este vorba de acțiunea partizanilor iugoslavi din pădurea Brezovica, în apropierea localității Sisak, (Croația). Partizanii au lansat o operațiune încununată de succes, marcând declanșarea războiului de eliberare a Iugoslaviei. 
Operațiunea Anthropoid a fost o mișcare de rezistență a cehilor în timpul căreia „Protectorul Boemiei și Moraviei” Reinhard Heydrich, unul dintre artizanii „soluției finale a probelmei evreiești” a fost asasinat. Drept represalii, peste 15.000 de cehi au fost uciși iar localitățile Lidice și Ležáky au fost rase de pe suprafața pământului.

### 1942
Partizanii greci și 12 militari britanici au reușit pe 25 noiembrie 1942 să distrugă podul Gorgopotamos, ceea ce a dus la subminarea transportului munițiilor necesare Afrika Korps din Africa de nord.

### 1943
La începutul lunii ianuarie, cei aproximativ 20.000 de partizani iugoslavi din Bosnia au fost atacați de peste 150.000 de soldați ai Axei, sprijiniți de circa 200 de avioane, în timpul a ceea ce a devenit cunoscut ca Bătălia de pe Neretva. Axa au mobilizat 11 divizii – șase germane, trei italiene și două croate, (sprijinite de formațiuni ale ustașilor și ale cetnicilor). Scopul atacului era distrugerea cartierului general al partizanilor iugoslavi și a principalului spital de campanie al acestora. Partizanii au reușit să  iasă din încercuire traversând sub conducerea lui Josip Broz Tito valea râului Neretva. Principalele forțe ale partizanilor au scăpat în Serbia, unde au trecut rapid la ofensivă, eliminându-i definitiv pe cetnici de pe scena războiului. 
Pe 19 aprilie, trei membri ai rezistenței belgiene au reușit să oprească un convoi german cu prizonieri (Convoiul al 20-lea). Acesta transporta 1.631 evrei și romi spre Auschwitz. În octombrie, rezistența daneză a reușit să salveze aproape toți evreii danezi din lagărele de concentrare. .
Forțele Axei au reluat atacul împotriva partizanilor iugoslavi pe 15 mai, lupta continuând până pe 16 iunie (bătălia de la Sutjeska), în încercarea de distrugere a principalei forțe a partizanilor. Forțele Axei au mobilizat peste 127.000 de soldați germani, italieni, croați, bulgari și cazaci și 300 de avioane, împotriva celor aproximativ 18.000 de partizani, organizați în 16 brigăzi. 
În timpul luptelor finale, partizanii au luptat aproape exclusiv cu germanii. Iugoslavii au reușit să spargă încercuirea de-a lungul râululi Sutjeska, prin regiunea apărată de 118th Jäger Division, 104th Jäger Division și Divizia a 369-a croată pe direcția nord-vest, spre Bosnia. Trei brigăzi și spitalul principal de campanie cu aproximativ 2.000 de răniți au rămas în încercuire. Comandantul german, generalul Alexander Löhr, urmând întocmai instrucțiunile lui Adolf Hitler, a ordonat exterminarea tuturor prizonierilor, inclusiv a răniților și personalului medical neînarmat. Partizanii au suferit de pe urma lipsei de alimente și medicamente, mai mulți dintre ei îmbolnăvinduse de febră tifoidă. Pe ansamblu se poate aprecia că operațiunea Axei a fost un eșec, nereușindu-se anihilarea principalei forțe a partizanilor. 

### 1944

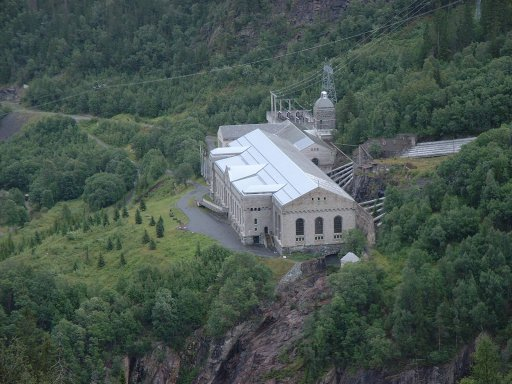
Uzina de apă grea de la Vemork (Norvegia), locul în care se desfășura o parte a cercetărilor germane în domeniul nuclear. Rezistența norvegiană a reușit să saboteze producția de apă grea între 1942 și 1944

În perioada aprilie-mai, germanii au lansat raidul de la Drvar (Operațiunea Rösselsprung), al cărui obiectiv era capturarea lui Josip Broz Tito și a principalilor lui colaboratori. Cartierul general al lui Tito era amplasat pe dealurile lângă Drvar (Bosnia). Alături de principalii lideri iugoslavi se aflau și ofițerii de legătură aliați Randolph Churchill și Evelyn Waugh. 
Parașutiștii germani lansați în zona de luptă și-au croit drumul prin lupte grele spre peștera în care se afla cartierul general al lui Tito. Ar mai trebui amintit că în același timp și cetnicii lui Draža Mihailović au desfășurat un atac separat având ca de asemenea ca scop capturarea lui Tito. În momentul în care parașutiștii germani au reușit să intre în peșteră, Tito reușise deja să fugă cu ajutorul unui tren care îl aștepta în orășelul Jajce. S-a dovedit faptul că Tito și apropiații săi erau bine pregătiți pentru orice situație de urgență. Parașutiștii germani nu au reușit decât să „captureze” uniforma lui Tito, pe care de altfel germanii au și expus-o public la Viena. Luptele au continuat cu mare intensitate în jurul localității și în cimitir, parașutiștii reușind în cele din urmă să facă joncțiunea cu vânătorii de munte care atacaseră la rândul lor în regiune. Numai că în momentul în care s-a petrecut acest eveniment, Tito, o parte a partizanilor săi și ofițerii de legătură aliați erau deja la bordul distrugătorului britanic HMS Blackmore. 
Mai înainte de declanșarea debărcării din Normandia ca și în timpul desfășurării Operațiunii Overlord, luptătorii rezistenței franceze au lansat o serie de operațiuni complicate în sprijinul Aliaților. Pe 5 iunie, BBC a difuzat o serie de propoziții neobișnuite, pe care contraspionajul german le considera ca fiind nume de coduri, care ar fi putut fi dovada decalșării debarcării aliate în Franța. BBC transmitea cu regularitate sute de mesaje personale, dintre care doar o mică parte avea aveau importanță militară. Cu câteva zile mai înainea zilei Z, a fost difuzat primul vers al poeziei "Chanson d'automne" a lui Verlaine:  „Les sanglots longs des violons de l'automne”. Acest mesaj era un avertisment despre iminența debarcării aliate. Când a fost difuzat și al doilea vers al poeziei,  „Blessent mon cœur d'une langueur monotone”, liderii Rezistenței au aflat că invazia urma să aibă loc în următoarele 48 de ore. După difuzarea acestui de-al doilea mesaj, luptătorii rezistenței au trecut la executarea misiunilor desemnate cu mult timp mai înainte. Pe între teritoriul Franței, grupuri coordonate ale luptătorilor rezistenței au declanșat un val de sabotaje. Au fost tăiate comunicațiile, au fost atacate transporturile pe cale ferată, pe șosele. Au fost distruse turnuri de apă și depozite de muniție. Mai multe garnizoane germane au fost atacate. Din regiunea Normandiei au fost transmise Aliaților ultimele informații despre pozițiile defensive germane. 
Acțiunile armate ale rezistenței au dus la pierderea de numeroase vieți din ambele tabere. În iunie și iulie, în luptele din Masivul Vercors, luptătorii maquisului au trebuit să facă față atacului a peste 10.000 de soldați germani. Francezii au pierdut 840 de oameni. După Masacrul de la Tulle compania Waffen-SS condusă de maiorul Otto Diekmann a comis pe 10 iunie 1944 Masacrul de la Oradour-sur-Glane, în care au fost ucise 643 de persoane, din care 254 de femei și 207 copii.
Luptătorii rezistenței franceze i-au sprijinit în mod activ pe aliați în timpul operațiunilor Dragoon și Anvil. În condițiile în care Aliații se apropiau de capitala Franței, luptătorii rezistenței au declanșat Insurecția din Paris. 
Operațiunea Tempest lansată în Polonia în 1944 avea să ducă la declanșarea mai multor acțiuni importante de luptă ale Armatei teritoriale poloneze, cea mai importantă fiind Insurecția din Varșovia. 
Norvegienii au sabotat în mai multe rânduri programul nuclear german. (Vedeți și: Bătălia pentru apa grea).